# Flavocrambus
Flavocrambus és un gènere d'arnes de la família Crambidae. El gènere va ser descrit per l'entomòleg polonès Stanisław Błeszyński el 1959.

## Taxonomia
- Flavocrambus aridellus (South in Leech & South, 1901)
- Flavocrambus melaneurus (Hampson, 1919)
- Flavocrambus picassensis Bleszynski, 1965
- Flavocrambus striatellus (Leech, 1889)